# Метрика кратчайшего пути
Метрика кратчайшего пути — метрика на вершинах графа равная числу рёбер в кратчайшем пути между данными вершинами.
Если нет пути между двумя вершинами, то есть если они принадлежат различным компонентам связности, то принято считать расстояние бесконечным.
В случае ориентированных графов расстояние {\displaystyle d(u,v)} между двумя вершинами {\displaystyle u} и {\displaystyle v} определяется как длина кратчайшего пути из {\displaystyle u} в {\displaystyle v}, состоящего из дуг. В отличие от случая неориентированных графов {\displaystyle d(u,v)} может не совпадать с {\displaystyle d(v,u)} и даже может случиться, что одно расстояние существует, а другое — нет.

## Основные определения
Метрическое пространство, определённое на множестве точек в терминах расстояния в графе, называется метрикой графа.
Множество вершин (неориентированного графа) и функция расстояния образуют метрическое пространство в том и только в том случае, когда граф связен.
 Эксцентриситетом {\displaystyle \epsilon (v)} вершины {\displaystyle v} называется наибольшее геодезическое расстояние между {\displaystyle v} и любой другой вершиной графа. То есть расстояние до самой дальней от {\displaystyle v} вершины графа.
{\displaystyle \epsilon (v)=\max _{u\in V}d(v,u)}
 Радиусом {\displaystyle r} графа называется минимальный эксцентриситет среди всех вершин графа
{\displaystyle r=\min _{v\in V}\epsilon (v)}.
 Диаметром {\displaystyle d} графа называется максимальный эксцентриситет среди всех вершин графа. Таким образом, {\displaystyle d} — это наибольшее расстояние между всеми парами вершин графа
{\displaystyle d=\max _{v\in V}\epsilon (v)}
Чтобы найти диаметр графа сначала находят кратчайшие пути между всеми парами вершин. Наибольшая длина кратчайшего пути есть диаметр графа.
 Центральной вершиной графа радиусом {\displaystyle r} называется вершина, эксцентриситет которой равен {\displaystyle r}. То есть вершина, на которой достигается радиус
{\displaystyle \epsilon (v)=r}.
 Периферийной вершиной графа диаметра {\displaystyle d} называется вершина, эксцентриситет которой равен {\displaystyle d}
{\displaystyle \epsilon (v)=d}.
 Псевдопериферийной вершиной {\displaystyle v} называется вершина, для которой любая вершина {\displaystyle u} обладает свойством — если {\displaystyle v} далека от {\displaystyle u} насколько возможно, то {\displaystyle u} далека от {\displaystyle v} насколько возможно. Формально, вершина {\displaystyle u} является псевдопериферийной, если для любой вершины {\displaystyle v} с {\displaystyle d(u,v)=\epsilon (u)} выполняется {\displaystyle \epsilon (u)=\epsilon (v)}.
Разбиение вершин графа на подмножества по их расстоянию от заданной начальной вершины называется структурой уровней графа.

## Алгоритм поиска псевдопериферийных вершин
Часто алгоритмам для разреженных матриц необходима начальная вершина с высоким эксцентриситетом. Лучше бы использовать периферийную вершину, но в большом графе её трудно найти. В большинстве случаев можно использовать псевдопериферийные вершины. Псевдопериферийную вершину можно легко найти, используя следующий алгоритм:
1. Выберем вершину {\displaystyle u}.
2. Среди всех вершин, наиболее удалённых от {\displaystyle u}, пусть {\displaystyle v} имеет минимальную степень.
3. Если {\displaystyle \epsilon (v)>\epsilon (u)}, то возьмём {\displaystyle u=v} и перейдём к шагу 2, в противном случае {\displaystyle v} является псевдопериферийной вершиной.